# 马绍武
马绍武（1874年—1937年），字世英，中国回族军事人物，是民国军阀混战和新疆內戰期间的新疆军阀成员。出身清代云南省，中华民国大陆时期在新疆省任職，曾任喀什噶爾行政长，任内积极对抗苏联渗透及镇压突厥語穆斯林分裂势力，在主政南疆期间以铁腕政策维护地方秩序，最后被新疆省邊防督辦盛世才所杀。

## 家族史
馬紹武與苏非主义高赞派领袖马元章与同治回变领袖马化龙具親緣關係。
马绍武生于云南通海，其曾祖父马顺清，是马明心的长子。父亲是一名普通乡绅。马绍武家境贫寒，被一位富有的穆斯林招赘为婿。学习了一些汉文和《古蘭經》经文知识后，投奔时在甘肃西吉的高赞派教主也是同为马明心后裔、自己叔父辈的马元章，得其提携，继续深造汉文、经文。

## 仕官新疆

### 初立威望
据称马绍武曾中武举。清末民初，为加强新疆的高赞派势力，马绍武被派到新疆，马元章叮嘱他既要为官，又要协助教门。新疆都督杨增新因同为云南人的缘故，用马绍武为衙门的文书先生，马绍武工作敬业，于1914年受任为库车驻防司令，1915年任疏附县知事，因宗教教派矛盾被喀什提督马福兴逐出喀什，出任乌什县知事。1917年6月，前往新疆调查财政的北洋政府财政部委员谢彬在阿克苏附近遇到从疏附卸任回省的马绍武的车队，见“大车三十余辆，马车轿车数辆，浩浩荡荡，尘土蔽天。”在高赞派内，马绍武被称为“瘦大人”，威望很高，当时“亏欠公款，函致吐鲁番属小教回民，筹银二万两，旬日而集，立汇喀什。”他的管辖范围覆盖了整个新疆南部，本人统领数百回族和汉族士兵。久在南疆的桂芬评价：杨增新把马绍武安置在喀什，胜于在那里驻十万大军。
马绍武在伊犁为殉难的马明心夫人张氏修建了拱北和念经亭，此事在高赞派中影响很大。马元章为此赠马绍武一幅手书对联。对联写于1918年农历元月1日，即张夫人的周年忌日：
万里祭孤坟而绍先祖志 能绍先志方称孝子     原籍修河堤而继前圣迹 能继前迹乃为圣孙
其中，“祖”指马明心，“前圣”指马元章的父亲马成麟，“圣孙”指马绍武。

### 虚心爱民
1920年，马绍武任和田道台，要求在莎车的瑞典传教士聂斯特荣（Nyström）医生前去访问，要他救在那里的两名患重病的士兵。聂斯特荣趁机提到想在和田建差会站。马绍武同意并允诺尽一切可能相助。不久，马绍武又要求汉娜·安德森（Hanna Andersson）建立一个疫苗接种项目为全城的所有儿童进行疫苗接种，并派兵保护她到和田，视为尊贵的客人。瑞典传教士们因此认为其通情达理，现代西方医疗技术也因此被引进和田地区，可见马绍武虚心接纳学习西方的科学技术和医疗教育、体恤民情等方面的长处。1926年时，他再次邀请了聂斯特荣访问。

### 剪除宿仇
虽然马绍武与马福兴同族，但因马福兴祖上在清末促成马化龙被杀，马绍武所属的高赞派与马福兴有宿仇。1924年，杨增新与马福兴矛盾加深，就派马绍武对付马福兴。马绍武派金绳武在吐鲁番、托克逊、鄯善等回民聚集区招募了一千余名回族高赞派青壮年教民，组建了军队，得到杨增新提供的武器装备并经过短期训练后立即被派遣到喀什，并成为讨伐马福兴的主力。马绍武在其他部队协助下于5月31日突袭喀什，擒获马福兴父子，亲手枪决了他们，并采取一系列强硬措施，稳定秩序，制止劫掠。他想就地任道台，但杨增新因马绍武之功，任为和田道尹，统辖从叶城到敦煌的地区。马绍武还收到将部队交回迪化的命令，但他抗命，他也因剪除马福兴而名声大振。有传言西宁的马麒将军扬言从敦煌出兵，为侄子马福兴报仇。

### 防范渗透
马绍武曾接待苏联探险团长尼克古·罗耶里奇教授和中亚探险队队员。尼克古的儿子乔治回忆称：“马绍武是个小个子，但为人非常机警，他彬彬有礼，举止安静。见面后在寒暄地询问了情况后，他要求我们（尼克古·罗耶里奇和中亚探险队队员）进里面的大客厅。那里已准备了茶水……下属官员们仍一直站着。那时马绍武是在离俄属突厥斯坦不远的城市乌什当守军司令。”尼克古一行人评价马绍武“能力强，有勇气，但耍阴谋，报复性强”。马绍武对尼克古一行人的通行有所刁难，后来尼克古见到杨增新抱怨此事，杨增新称和田是强盗窝，马绍武已经镇不住。其实和田分裂势力很大，正是马绍武以铁腕控制住了局势维护了该地的秩序和主权。且杨增新非常疑心英国人借考察名义刺探情报，为其扩张做准备，斯坦因考察新疆时马绍武对他发放签证态度迟疑也正源于此，阻碍苏联探险队通行也是执行杨增新的命令，也可见马绍武对防止英国势力渗透南疆也是有功的。
1927年喀什道尹病故，马绍武继任。1928年，杨增新遇刺，金树仁成为新疆首脑，马绍武出任喀什区行政长。在喀什执政期间，马绍武为在吐鲁番病故的马明心长女修建了拱北，并且分别在霍城霍尔果斯和绥定为马明心的另外两个死难的女儿修建了拱北，同时还出资帮助修建兰州东川、张家川宣化冈等地的拱北。他还与高赞派在新疆的“热依斯”李继良主持修建了迪化二道桥清真南大寺。高赞派凭借马绍武在政界的地位在新疆发展很大，马绍武在南疆不仅是政界、军界的首领，还是伊斯兰教的领袖之一。他与马福兴相比，不专断、不残暴，以铁血手段统治喀什，忠于南京中央政府，并军事镇压突厥语穆斯林的反叛（下文详）。
马绍武支持反苏政策，在苏联意图渗透新疆时捍卫中国主权。他刚到任就监禁了60名当地共产党员或亲苏分子，加强了对喀什北部的中苏边境的控制，限制苏联领事馆人员在南疆旅行、没收涉嫌亲苏的居民的财产，流放其他绿洲，并对途经苏联去麦加朝觐的南疆穆斯林课以重税，以削弱苏联对塔里木盆地的影响，要求去苏联经商的商人向喀什地方政府缴纳押金，如果60天内不返回则押金充公。英国学者安德鲁·福布斯（Andrew Forbes）认为这是马绍武防止苏联势力的渗透而采取的断然措施。因此，杨增新遇刺身亡前，喀什、莎车、和田基本未被苏联控制。马绍武所为不只是忠于杨增新，也是基于自身的宗教立场而反对共产主义和无神论的渗透。1931年，他将从苏联逃来的著名的巴斯马奇运动领导人贾尼卜伯克（Janib Beg）贬黜到于田绿洲，却反而促使富有军事经验的贾尼卜伯克与和田的分裂势力合流，指挥了后来爆发的相当一部分和田叛乱武装。作为地方行政长官，马绍武不但要与苏联打交道，与英国驻喀什领事馆也保持着非常密切的联系。马绍武曾主张“借助英国力量开发当地资源，特别是先从英国引进专家解决灌溉、工业和修建道路等问题”来发展南疆。

### 绿化建设
马绍武还注重绿化。瑞典国家档案馆藏有一张1931年喀什旧城疏附县当地军政人员和群众庆祝植树节的合影。根据照片边上的简短的瑞典文字说明，摄影者有可能是当时瑞典基督教行道会的传教士古斯塔夫·皮拉尼亚（G. Piranian）先生或斯文·赫定考察中国西北探险队的瑞典队员，总之肯定是瑞典人。照片上有马绍武、马绍武的儿子、喀什各族群众、不少军官和行政官员，这张照片是他们在马绍武带领下植树造林后拍摄的集体照。

### 镇压分裂
1932年6月，马绍武镇压了3月由埃德·米拉布率领的柯尔克孜叛乱，逮捕了包括乌斯曼·阿里在内的几名柯尔克孜族战士。但此事为次年乌斯曼再度发动柯尔克孜族叛乱埋下伏笔。
同年马仲英入侵新疆。1933年初，新疆遍地是反对金树仁的暴动，南疆也陷入动荡。马绍武部下只有回队武装步骑4个营共千余人维护喀什回汉二城和莎车、叶城等县的秩序，面临来自甘肃、逼近阿克苏、切断喀什与迪化联系的铁木尔伯克统领的维吾尔族和马占仓统领的回族军队，突厥族穆斯林也因不满金树仁而起义。2月，喀什驻军师长金树智暴病身亡，金树仁电令马绍武为喀什区行政长兼任南疆“剿匪司令”。23日，喀什城所有的建筑为庆祝马绍武上任而悬挂了南京国民政府的旗帜，衙门口还鸣放了礼炮。和田爆发穆罕默德·伊敏、贾尼卜伯克联合发动的叛乱，穆罕默德·伊敏还建立了分裂主义政权“和田伊斯兰教国”。马绍武派金绳武率部前往镇压，却全军覆没，而团长杨庆明率部在巴楚县与铁木尔、马占仓联军大战一月有余后也因伤亡惨重而败退。出于恐慌，马绍武派两位维族贵族到和田与叛乱武装谈判，同时向英国驻喀什总领事吁请援助，但都无果。他将中国军队从色勒库尔撤到喀什噶尔增援守军，增加对柯尔克孜人的征兵。到3月中旬，马绍武在南疆仅能控制喀什新旧城、巴楚和莎车，手下也没有太多军队了。
马绍武利用自己的宗教地位在阿图什和乌恰一带征集了800余名柯尔克孜族士兵，配给长枪大炮编成一团，起用原先被捕的乌斯曼为营长，并且通过英国在喀什的总领事与马占仓谈判，但谈判进展缓慢。乌斯曼又私通正在进逼的铁木尔，于4月率柯尔克孜族武装倒戈，杀团长陈德晕，反攻马绍武。马绍武向城内所有青壮发放武器，日夜抵抗。1933年5月2日，乌斯曼攻陷疏附县城，将马绍武全家及其亲信士兵200余人包围在行政长公署院内，马绍武一度逃入英国领事馆，形同被软禁。铁木尔、马占仓联军进入喀什，分别占据疏附和疏勒。这时谈判取得进展，马占仓敬重马绍武的宗教地位，又念及同族同教，认为可以和解。于是他与铁木尔交涉，派300余名士兵驻扎在行政长公署附近保护马绍武，还一再劝说铁木尔制止乌斯曼的进攻。铁木尔自封为师长、总司令，任命吐鲁番维族人尤努斯伯克（汉名郁文彬）为喀什行政长、玛纳斯回族人苏金寿（维名木沙）为副行政长，夺马绍武权。乌斯曼被封为旅长，数次攻打马绍武，但因铁木尔反对及马绍武和马占仓的抵抗而无果。经马占仓调解，5月15日，马绍武在行装车马被严密搜查之后离开，与马占仓部一同据守疏勒。疏附县城被铁木尔、乌斯曼和和田武装沙比提大毛拉共同占据。后来三人内讧，马绍武趁机策反乌斯曼，8月初，乌斯曼在与铁木尔交战后退往明遥洛，铁木尔派主力追杀，马绍武、马占仓趁机武装收复疏附。9日，马占仓将铁木尔伯克射杀并斩首。马占仓拥戴马绍武复为喀什行政长。在喀什战役 (1933年)中，东突军队队被击败。沙比提大毛拉组织起铁木尔残部与和田驻喀什的武装反扑，乌斯曼又攻疏附。二马在他们联合进攻下仓猝应战不支，被迫放弃了疏附县城和行政长职务，于16日退回疏勒城死守。各地幸存的官员和回、汉族逃难百姓都来到疏勒。二马以共计2000士兵组织商团民勇，挖战壕，修工事，日夜巡城防守，相持数月，保护了回汉民众及其财产。次年喀什战役 (1934年)中，东突厥斯坦第一共和国宣告独立，1月麻木提师长从阿克苏率部3000余人也赶到喀什攻打疏勒。这时，因新疆督办盛世才获得苏联支持，马仲英与其作战失利败退南疆，派马世明率6000人疾驰喀什援救疏勒，在巴楚县打败阻拦的东突厥斯坦武装，于2月6日从伽师猛攻疏勒外围。里应外合，长达13个月的疏勒之围才解除。二马又配合马仲英收复疏附，消灭了东突厥斯坦第一共和国。马绍武重返疏附。马占仓和马仲英部将马福元灭东突军队，屠戮2,000多维吾尔族人。13日，马福元及其所部宣誓效忠南京政府，并和马占仓复立马绍武为喀什噶尔道尹。

#### 发行钞票
1933年3月，马绍武以公署名义发行红钱20文（值一钱银）和100文纸币（發行量约100两银），8月和1934年又印制了“军用纸币”“军用钞票”两种军用油布帖，在瑞典基督行道会设在喀什的印刷所印刷。据分析，因时局紧张，纸张紧缺，马绍武很可能只能用皮山、叶城一带的桑皮纸发行自己的货币以筹集军费，且即使桑皮纸也紧缺，马绍武只能用花布印制发行货币，发行军用油布帖至少2万两，且不得不将预定9月印制大票的计划提前到8月与小票同时印制，完成印制已经很有效率。20文军用纸币有“珍、月、收、重、龙、结、皇、淡、张、昆”十个冠字号，印制时间短，为1933年8月初至16日间，数量少，如今已罕见。瑞典人贡纳尔·雅林因误会，在《重返喀什噶尔》中将“马绍武票”误作东突共和國货币。
“马绍武票”是一种地区临时货币，是官方在时局不稳无法满足地区用钞时采取的特别措施。时局平稳后，喀什局面重归省政府控制，官方货币又可以满足地方需要，曾短暂流通的“马绍武票”不宜继续印制，很快又被省官方货币取代。因发行量小、流通时间很短，仅限于喀什市和疏勒县，故对新疆货币史的影响很小。

### 斡旋报恩
4月，盛世才發動政变廢黜金树仁，成为新疆省政府主席。春季末，马绍武和马仲英由瑞典传教士拍摄合影，身边站着马仲英的副官，可能是马仲英的参谋长吴英祺（琦）和总顾问蔡雪村或代秘书长葛霁云（秘书长张雅韶），这也说明了他们不一般的关系。马绍武为报马仲英解围之恩，斡旋苏联，为马仲英解决了困境。马绍武可能基于和英国领事馆的交情也做了英国人的工作，但英国人没有支持马仲英。最终，马绍武促成马仲英于7月经喀什赴苏。马仲英想让马绍武同去，马绍武没去。马绍武还给马仲英写信：如果他（马仲英）成功地攻下了迪化，那么整个东突厥斯坦将会是他的，但如果盛世才赢得了战争，新疆省的南半部愿意站在他的一边。

### 遇刺失势
马仲英出逃后，盛世才虽然认为马绍武是异己，但因鞭长莫及，还是任他为喀什行政长道尹。至此，马绍武短短一年多时间就三次上任喀什行政长。他以煽动维吾尔骚乱的罪名逮捕受雇于苏联领事的维吾尔族人阿克巴尔·阿里。这场骚乱被400名回族军队镇压。盛世才对穆斯林控制喀什不放心，几次召马绍武去迪化，被马绍武以各种理由拒绝。
10月底，马绍武在一次盛世才指使、据说是马福兴旧部所为的暗杀中重伤。他在行政长公署（今喀什行署）办公，平时居住在疏附40里栏杆（今疏附县栏杆乡）他的乡间别墅，每日早出晚归。当时他正和妻儿一起乘马车回他的避暑乡墅。儿子坐在中间没有受伤，坐在左边的妻子的右腿被子弹刮伤，坐在右边的马绍武虽然身中数弹，但因身穿厚棉袄，一些子弹没有穿透，棉袄都烧焦了。马绍武被子弹穿透了左腿骨头，拖行到了一片玉米地里。他骑着一头驴回家，召来一位医生。警方没有为此次袭击拘押任何人。他被送到瑞典驻喀什的教会医院中抢救和治疗。当时医疗和照料他的瑞典传教士护士斯蒂娜·马潭松（Stina Martensson）小姐守候在他的病床边，并与他接触了相当长的一段时间。她回忆道：
俄罗斯医生奥塞迫夫（Осепов）对他进行治疗。苏联的总领事、副总领事、维族将军马木提·穆依提获准入室探望。马绍武刚入院时非常虚弱，体温很高，注射打针、喝了茶及流食后，脉搏渐趋稳定，但仍然发高烧，睡了足足5个小时，又过一个小时，他醒了，想吃东西。一直在医院照料的马夫人给他煮了鸡肉和蛋汤，让他吃了一顿可口的饭菜。马吃完后又睡了。渐渐的，他的危险期过了。这时，马夫人过来照料他。马潭松护士就到隔壁的房间休息，在此前又给马注射了一针。他醒来后，想知道发生了什么，声音微弱地说：“房间里怎么会这么暗？我打针了吗？我会很快康复的。”对他来说，最佳的办法是好好地休息。他伤口感染厉害，若不是身体不同寻常地强壮，早就死了。最后他免于截肢，但无名指和小指各被切掉一截，他痛得让汗打湿了棉袄。整个冬天，马将军都在教会医院度过。在事故前，他是用维语与瑞典传教士们交谈。现在他好多了后，就和他们有更多的时间谈论宗教和差会使命了。一天他想知道为什么瑞典医生们千里迢迢来新疆。当被马潭松护士告知他们瑞典人虽然被称为宗教窃贼，但从不强迫他人信基督教时，马将军眼睛里含着眼泪说：“我明白了，你们在服侍真主，因为你们是善良人，做了许多好事。”“如果你们不是基督教徒的话，你们就不会做好事了。你们在革命时期对我们做好事了。”
一天，马将军说到自己没有妹妹，提出认马潭松做妹妹，得知她单身后，坚持要送她一个戒指作为感谢和纪念。马夫人拿了纸来量了她的手指粗细，以便做戒指。在圣诞节前夜，他们给她戴上了镶嵌着一块红宝石的很漂亮的戒指，许多人赞叹它真漂亮。
春天和夏天来了，马将军恢复得很快，甚至能够拄着拐杖在人的扶持下走路了。因遇刺，他不得不交权辞职。4月，在新疆第二次民众大会上，马绍武作为“有功官员”受佩金质奖章。经盛世才批准和苏联驻喀什领事馆出面联系，他于1935年去苏联莫斯科治病。
1936年，马绍武被旅行家彼得·弗莱明访问。彼得也去了血污犹在的刺杀现场。马绍武身穿米色丝绸长袍，用痰盂，说精准的北京话。瑞士女探险家和作家马艾拉（Ella Maillart）采访马绍武，提到他从道台位置上辞职一事，他通过翻译回答“由于动乱我失去了我的职位，中国则失去了她在喀什的权威。”同年他又回到迪化，任省府委员兼民政厅长。

### 蒙冤被害
在1937年的新疆战争期间，马绍武被依附苏联的盛世才指控与和加尼牙孜、马虎山同为“法西斯-托派”一员及其他罪名，在约瑟夫·斯大林的大清洗的同时，这些也被盛世才作为借口在新疆实施自己的大清洗。马绍武的家属也被迁往伊犁，关进集中营。
在盛世才命令下，马绍武被杀。
1944年盛世才离开新疆，吴忠信进入新疆主政并释放被盛世才滥捕的人员时，马绍武的家属才知道马绍武早已死去。同狱难友将马绍武生前所写的一首诗转交给马绍武的家属（现原诗已不存）。据知情者回忆，诗中多激愤之词，让后人不要为官。

## 后事
马绍武的妻儿住在乌鲁木齐。2006年，安托尼·加诺特被马绍武之子告知，马绍武的传记正在喀什写作中。

## 备注
1. ↑  此据马绍武家属所称，乔治·罗耶里奇的回忆称马父为清末因反清叛乱而死的云南省总督。误，历任雲貴總督中，无马姓回族人。
2. ↑  或称「安办」，即滿語「amban」，这里指地方军事首领。
3. ↑  相当于县长。
4. ↑  今乌什县，因早期人口由吐鲁番迁来，又称“乌什吐鲁番”。
5. ↑  这里也使用“安办”称呼。
6. ↑  来自阿拉伯语：，羅馬化：ruʾasāʾ，意思是“头领”，这里指教主的代理人。